# Les Cendres de Rigadin
Pour plus de détails, voir Fiche technique et Distribution.
Les Cendres de Rigadin est un film muet français réalisé par Georges Monca, sorti en 1913.

## Fiche technique
- Titre : Les Cendres de Rigadin
- Réalisation : Georges Monca
- Scénario :
- Photographie :
- Montage :
- Société de production : Pathé Frères
- Société de distribution : Pathé Frères
- Pays d'origine :  France
- Langue : film muet avec les intertitres en français
- Métrage : 200 mètres
- Format : Noir et blanc — 35 mm — 1,33:1 — Muet
- Genre :  Comédie
- Durée : 6 minutes 30 secondes
- Dates de sortie : 
  - France : 13 juin 1913

## Distribution
- Charles Prince : Rigadin
- Marcelle Praince : Mme de Nanjac
- Gabrielle Debrives
- Gabrielle Lange :
- Nangis : Adhémar du Puy, le vicomte